# Teatro antiguo de Marsella
El teatro antiguo de Marsella es un teatro romano situado en el barrio del Hôtel de ville de Marsella.
Fue construido en época de Augusto, en un estilo arquitectónico próximo al de los antiguos teatros griegos, de los que adopta varias características. Tiene unos 115 m de ancho. Sus restos, muy parciales y enterrados bajo el colegio del Vieux-Port, están catalogados como monumentos históricos desde 1966.

## Ubicación

Ubicación del teatro.

En la antigua Marsella (Massalia, Μασσαλία una colonia griega), el teatro estaba situado en el extremo suroeste de la ciudad. Da a la colina Saint-Laurent y su cávea  parece estar orientada hacia el este o este-sureste. 

Gracias a esta ubicación topográfica, el teatro cumple las recomendaciones de Vitruvio de evitar la orientación hacia el sur.
En la ciudad moderna, el teatro se encuentra en el distrito 2 de Marsella, sus restos están en gran parte enterrados bajo los edificios y el patio del colegio Vieux-Port, en el barrio de Panier.

## Historia de las excavaciones
Los primeros restos del teatro se descubrieron durante las excavaciones realizadas en 1945 al comienzo de las obras de reconstrucción del barrio del Puerto Viejo, que había sido destruido por los alemanes en febrero de 1943. Las excavaciones realizadas en 1946, 1948 y de nuevo en 1961-1964 descubrieron partes de la cávea y la orchestra. En 2000, se realizaron excavaciones en el supuesto emplazamiento del edificio escénico, y en 2005 en la esquina sureste de la cávea. El cruce de estos estudios ha permitido evaluar el tamaño del teatro, proponer una distribución arquitectónica global y precisar su datación.
Los restos están catalogados como monumentos históricos desde el 3 de noviembre de 1966.

## Arquitectura y datación

### Descripción parcial
Toda la piedra encontrada durante las excavaciones, ya sean bloques, asientos, peldaños de escaleras o recortes, consiste en piedra caliza rosa extraída de las canteras de La Couronne en Martigues. No se encontró ninguna mampostería aglomerada con mortero.
Se han encontrado muy pocos restos. Se han propuesto varias hipótesis de reconstrucción, en función del desarrollo de la cávea, desde el semicírculo incompleto hasta el arco de herradura. La hipótesis más frecuentemente propuesta por los excavadores es la de un teatro con una cávea que ocupa un semicírculo casi perfecto.
La cavea del teatro mide unos 115 m de diámetro y tiene una orchestra ancha de 19,5  m. Las gradas de los asientos se excavaron en el sustrato de marga de la colina de Saint-Laurent, y las losas utilizadas como asientos se colocaron en estas terrazas  con una inclinación de unos 25° para los elementos disponibles. Las losas servían a la vez de asientos y de reposapiés para los espectadores de la grada superior. Las gradas y la orchestra no están separadas por un muro de podio.
La orchestra parece estar recubierta de losas de mármol multicolor que descansan sobre un lecho de recortes de piedra caliza rosa; previamente, el terreno natural fue rellenado y nivelado.
La anchura del edificio escénico, inferior a la de la cávea, parece estar comprendida entre 54 y 66 m; su profundidad, que no puede medirse, parece bastante escasa.

## Construcción romana de estilo griego
Las excavaciones de los años 1960 y anteriores sugieren que el teatro se construyó durante el reinado de Claudio o Nerón, pero los estudios del año 2000 sitúan la fecha de su construcción en la época de Augusto, entre el 14 a. C. y el 27 d. C.
Aunque se trata de un monumento construido en época romana, su arquitectura toma prestadas varias características de los antiguos teatros griegos, lo que lo diferencia de la mayoría de los recintos escénicos construidos en Occidente durante el Alto Imperio romano. Su cávea tiene una disposición de asientos característica y está dividida en cinco sectores o cunei. Su orchestra  es bastante pequeña, aunque comparable en tamaño a los teatros de Orange o Arlés. El edificio del escenario es más estrecho que la cávea.
Un vertedero que cubre el emplazamiento sugiere que el teatro fue abandonado en los siglos siglo IV o V.